# حمحمة
الحُمْحُمَة أو الحُمْحُم أو اليحموم أو أم بليمة أو يمام طويل الذنب البالوم أو يمام طويل الذنب (الاسم العلمي: Oena Capensis)، من أصغر أنواع الحمام في المنطقة، يتميز بالذيل الطويل، له بقع داكنة على أطراف جناحه ولونه بني مزرق أو رمادي، يلاحظ الخطوط البيضاء والسوداء أسفل الظهر وأيضاً لون المنقار الداكن. ويعتبر طائر مقيم غير شائع ويتكاثر.

## الميزات
الذكر: يلاحظ بوضوح اللون الأسود على وجه وصدره ما يجعل التعرف عليه سهلاً. لاحظ أيضاً لون المنقار البرتقالي. كثيراً ما يشاهد هذا الطائر وهو حاط على الأرض ويكون في شكل جماعات صغيرة.

## التغذية
يتغذى على الحبوب والبذور التي يجدها على سطح الأرض.

## اقرأ أيضاً
- تطور الطيور

## معرض الصور

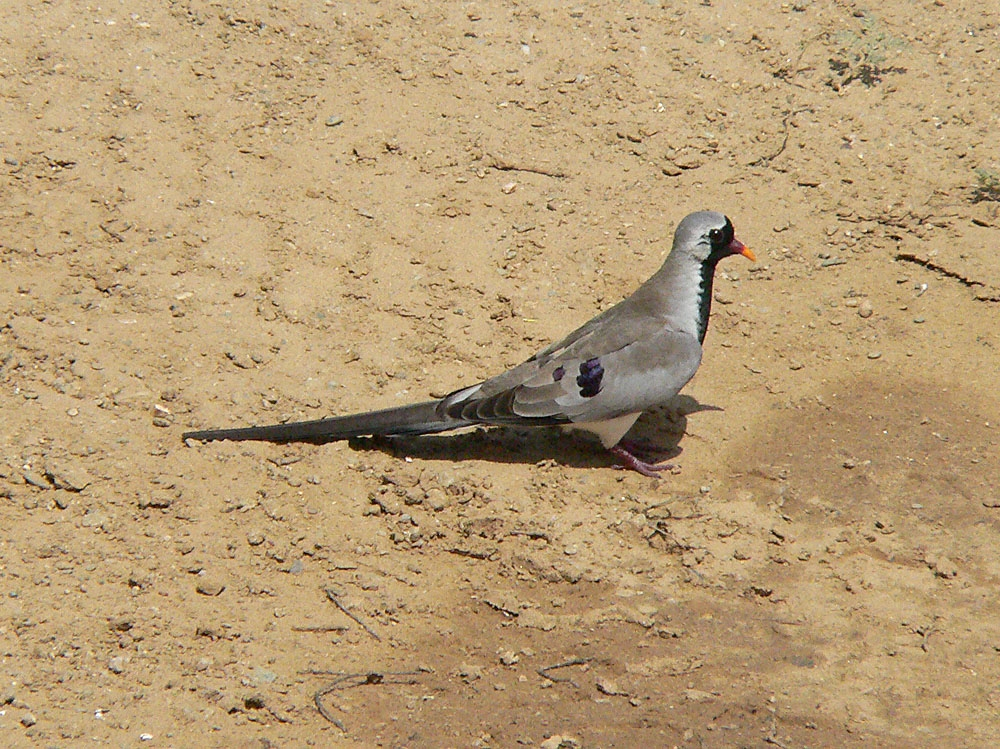
الذكر
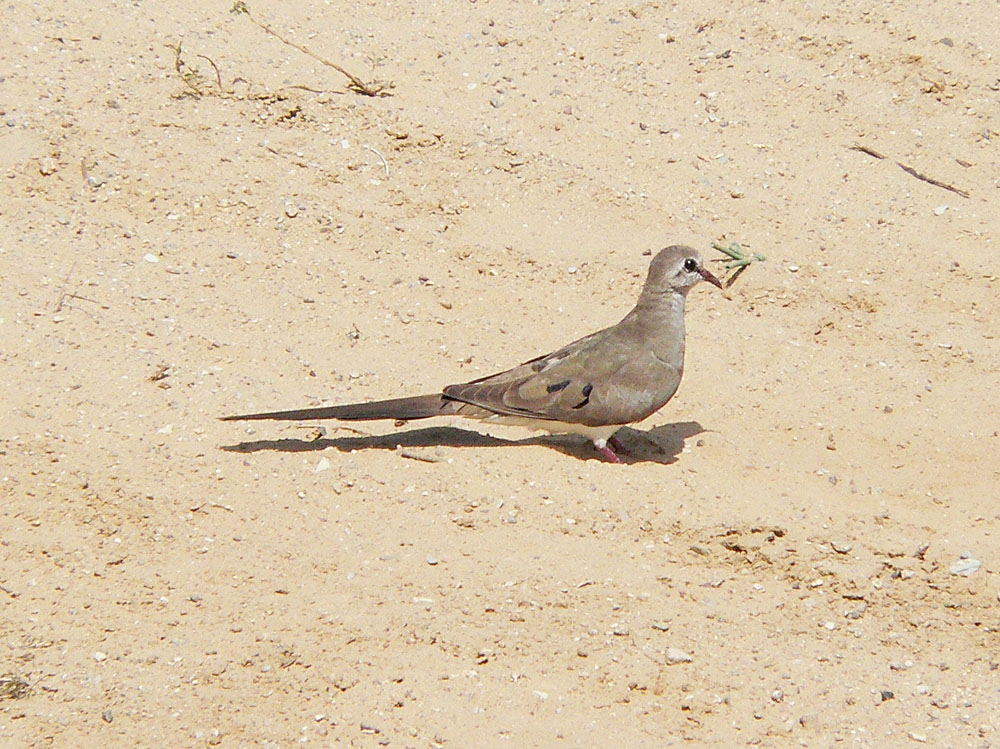
الأنثى
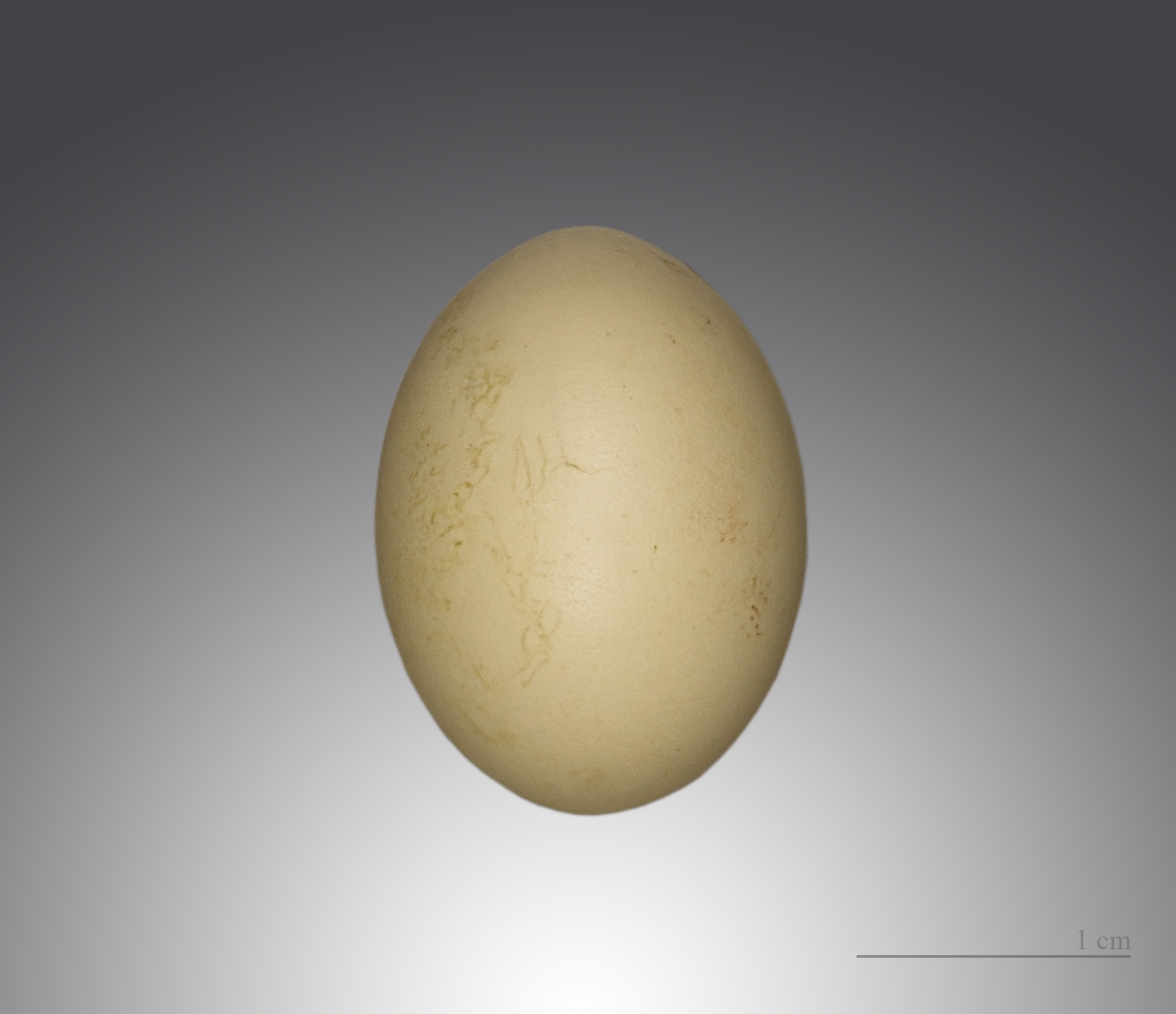
بيضة الحمحمة
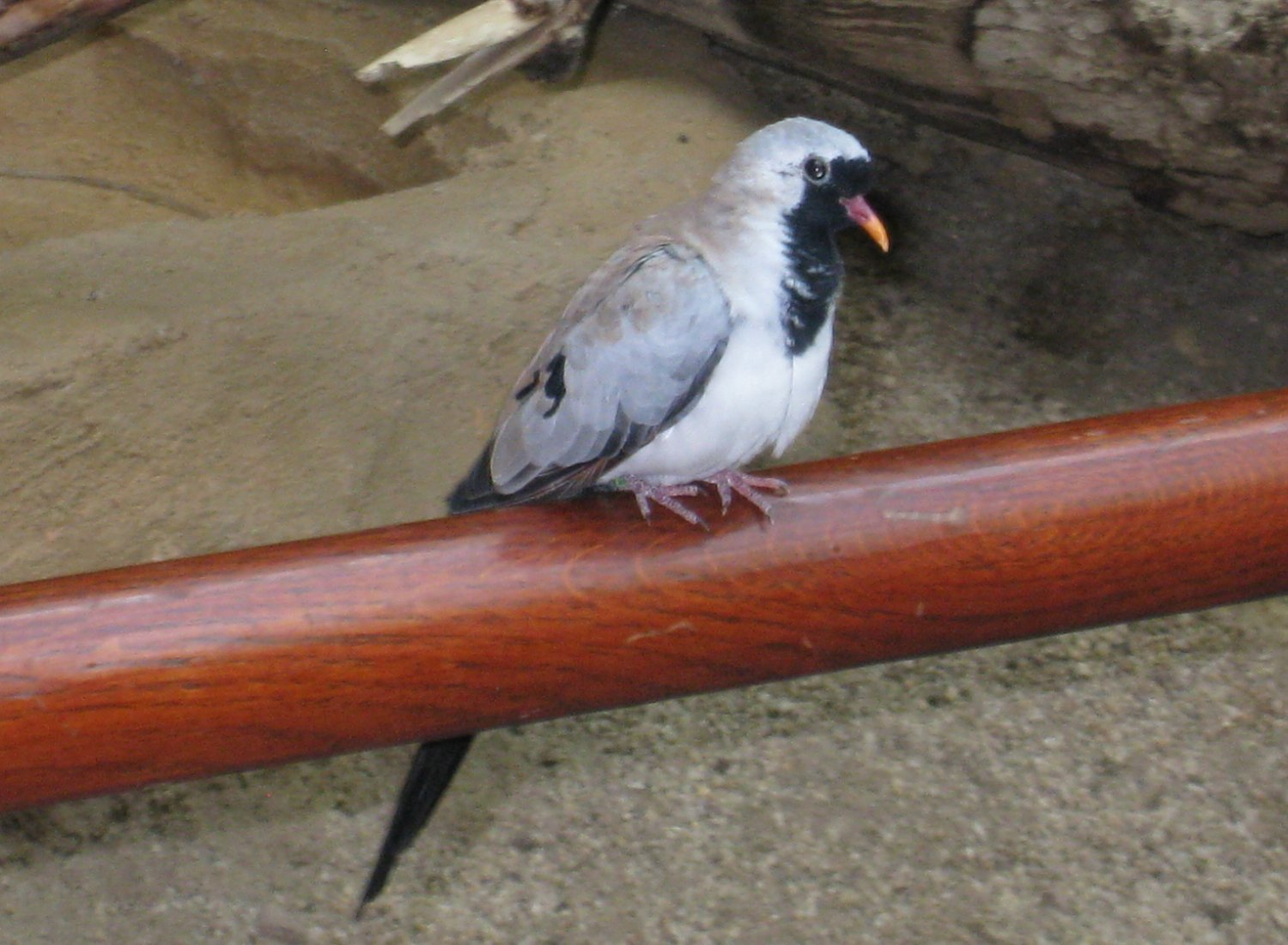
حمحمة على عارضة
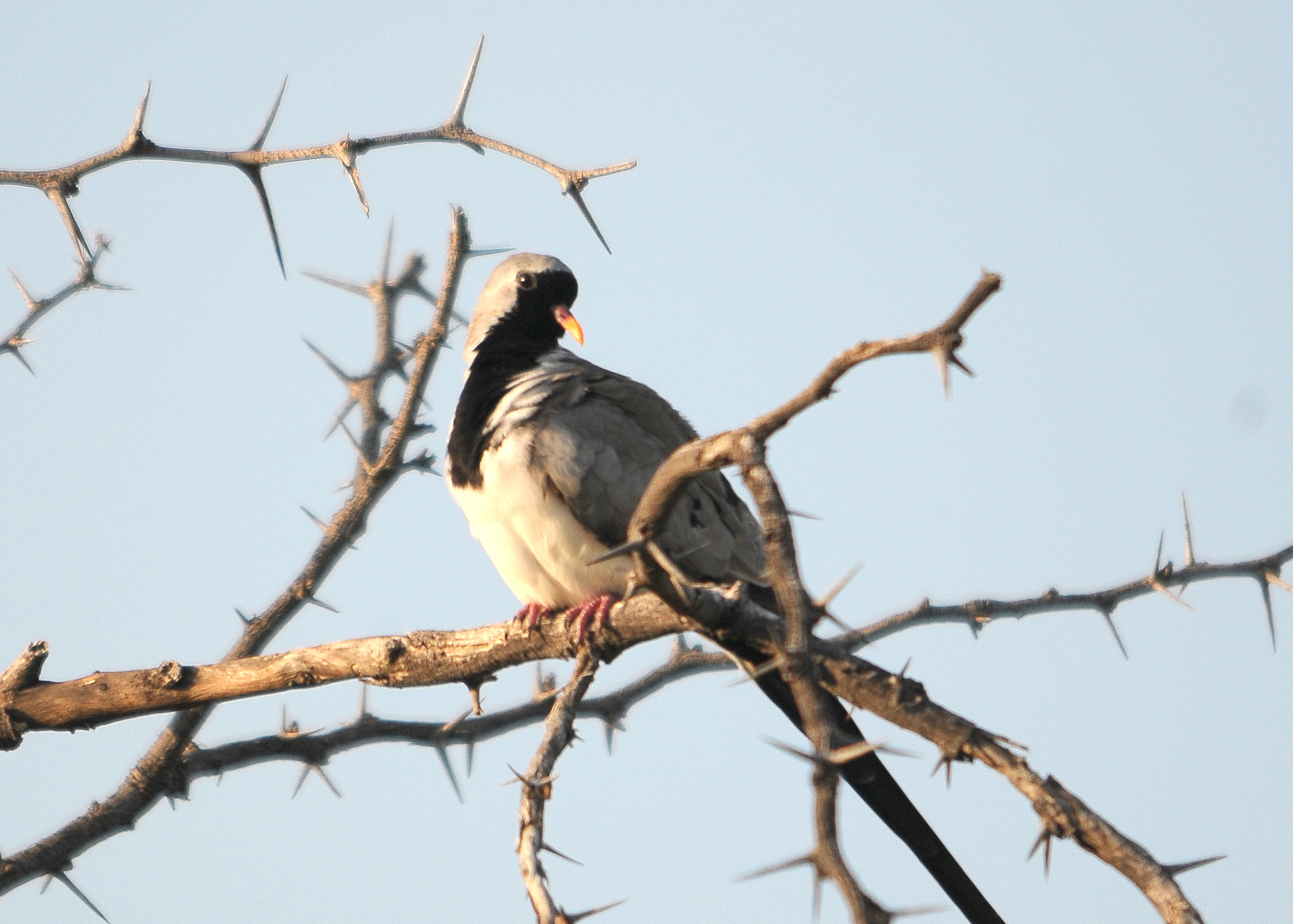
حمحمة على عصن شجرة